# Antonio Sastre
Antonio Sastre (Lomas de Zamora, 27 de abril de 1911 — Buenos Aires, 23 de novembro de 1987) foi um futebolista argentino. 
Sastre celebrizou-se como um dos jogadores mais virtuosos da história, atuando em diversos setores do campo, inclusive como goleiro improvisado, e descrito como sempre tendo grande desempenho, seja em que posição jogasse. Era eficaz nas alas, preciso como atacante, seguro como defensor e sempre solidário com os colegas, sendo considerado um jogador moderno da década de 1930.
No Independiente, no São Paulo, no Gimnasia y Esgrima La Plata, os clubes que defendeu, foi um grande ídolo e vitorioso, bem como também na seleção argentina.

## Vida pessoal
Seus pais chamavam-se Eugenio e María, e tiveram outros cinco filhos — um deles, Oscar, também se tornaria jogador de futebol. O pai morreu cedo, fazendo com que Antonio, o filho mais velho, tivesse de agir como o homem da casa desde então. Nas folgas dos trabalhos que arranjava para ajudar no sustento da casa, praticava futebol, jogando regularmente em uma equipe de Avellaneda chamada Progresista. Foi ali que foi descoberto por um ex-jogador do Independiente e da seleção, Manuel Seoane, que o trouxe para um dos grandes clubes de Avellaneda e do país.

## Carreira

### Independiente

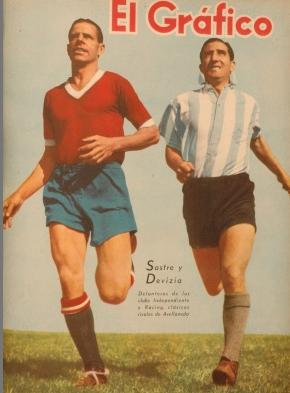
Sastre em capa de El Gráfico de 1942, seu último ano no Independiente, com jogador do arquirrival Racing. El Cuila marcou seis vezes nos clássicos de Avellaneda.

Sastre chegou ao Independiente aos 19 anos, em 1930. Debutou na equipe principal do Rojo um ano depois, para substituir Alberto Lalín, ídolo do clube nos anos 1920 e que tivera de parar de jogar em função da ruptura do menisco do joelho direito. Originalmente, Sastre jogava na meia-esquerda, mas sua versatilidade logo chamou a atenção. Em 1933, já fazia seu primeiro jogo pela seleção argentina.
Já vitorioso na própria seleção, veio enfim a ganhar um título com o Independiente em 1938. O time não conquistava o campeonato argentino desde 1926, ainda na fase amadora do futebol local e, já com Sastre em campo, havia sido vice-campeão em 1932, 1934, 1935 e 1937.[carece de fontes?] O jejum terminou por conta da demolidora linha ofensiva formada por Sastre com Vicente de la Mata e Arsenio Erico, um trio que quebrou recordes de gols e foi o mais goleador do torneio naquele ano e no seguinte, em que os diablos conseguiram o bicampeonato seguido. Foram os primeiros títulos do Independiente na era profissional.[carece de fontes?] De la Mata, por sinal, era um recém-chegado que lhe havia tomado a posição de insider direito. Sastre manteve a categoria jogando no lado esquerdo do posto.
Sobre sua polivalência em campo, descreveu: "Gosto de jogar como centromédio, como volante e até como marcador de ponta-direita. De camisa 4, só há uma receita: antecipar-se." Seu apelido de Cuila surgiu em razão dessa habilidade: no Peru, maravilhou torcedores locais, que passaram a tratá-lo dessa forma, em referência a um animal local famoso pela grande facilidade que tem para escapar de caçadores. Mesmo como goleiro Sastre foi utilizado, improvisado na função em jogos contra Peñarol e San Lorenzo, e não sofreu gols. Jogou ainda, e bem, como centroavante, ponta-direita, meia-direita e nas duas alas.
Após o bicampeonato, o time chegou perto de um tri consecutivo, algo até então inédito no profissionalismo, mas ficou no vice.[carece de fontes?] Sastre continuou mais dois anos no Independiente, convivendo no plantel com o irmão Oscar em 1942, ano em que este debutou  e em que El Cuila se retirou. No total, marcou 112 vezes em 341 partidas em onze anos. Saiu como o quinto maior artilheiro e o jogador que mais atuou pelo time. Atualmente, é o sexto e o oitavo, respectivamente. Ele também nomeia um dos setores do estádio da instituição, o Libertadores de América.

### São Paulo

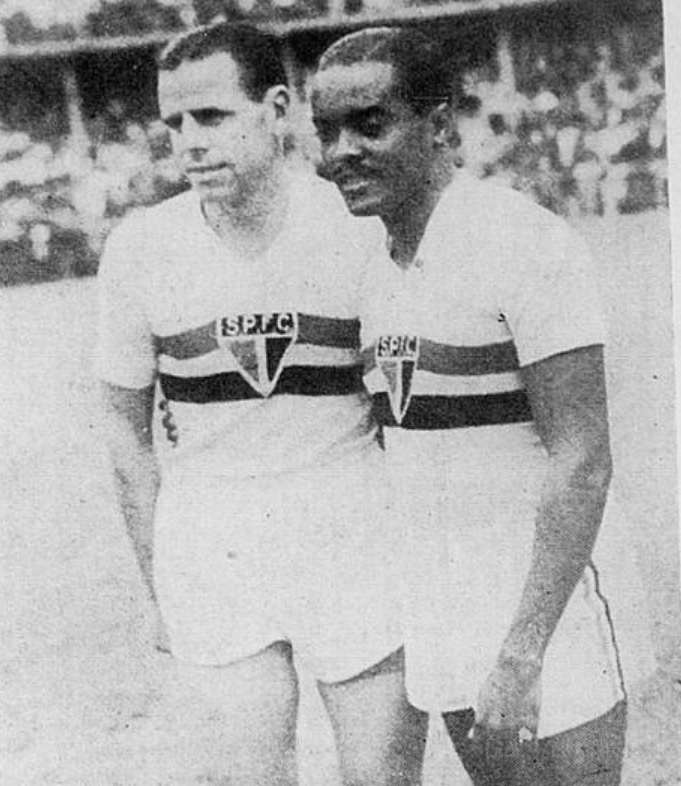
Sastre e Leônidas da Silva no São Paulo.

Em 1943 o São Paulo ainda não tinha conquistado nenhum título após sua refundação, em 1935. Leônidas da Silva tinha sido contratado no anterior, mas o clube acreditava que ainda precisava de um "comandante" e foi atrás de Sastre após indicação do jornalista argentino Carlito de la Braga. O Independiente não tinha interesse em vendê-lo, mas acabaria cedendo, especialmente após a intermediação do cônsul brasileiro em Buenos Aires, Roberto Guimarães Bastos, e do empresário Alfonso Doce. Quando Sastre foi contratado, a opinião gerou ficou dividida entre os que aplaudiam e os que atacavam o jogador, especialmente por sua idade avançada para a época, 32 anos. "Em fim de carreira", diziam. Chegaram a apelidá-lo de "DeSastre". Não eram todos, entretanto, que criticavam a contratação. "Com a aquisição de Sastre, enche-se toda a família são-paulina de verdadeiro júbilo", escreveu a Folha da Manhã em 31 de março, "pois sabe perfeitamente que se trata de um remarcado valor que o seu clube, sem medir sacrifícios de qualquer espécie, foi buscar na Argentina, para melhorar ainda mais o nível técnico de seu apurado 'onze' de profissionais".
Apesar de a contratação de Sastre estar acertada desde março, o jogador demorou para chegar a São Paulo, tendo seu embarque seguidamente sido retardado, por indisponibilidade de passagens aéreas, difíceis de se conseguir naquela época. Seu contrato foi autorizado pela Confederação Brasileira de Desportos em 3 de abril. Uma recepção "grande e festiva" foi programada para o Aeroporto de Congonhas, aonde o jogador chegaria às 14h35 do dia 8 de abril, no avião "Abaitará", da Cruzeiro do Sul. Ele foi recebido por "uma grande massa popular" no aeroporto. Sastre falou à Folha da Manhã após descer da aeronave: "Estou entre vocês bastante satisfeito pela magnífica oportunidade que acaba de me ser concedida de atuar nesta famosa capital, após integrar um mesmo quadro argentino durante treze anos consecutivos. Estou em absoluta forma técnica e física, jamais deixando de exercitar-me diariamente, não obstante estar afastado do gramado há três meses. O desejo grande que tinha de um dia vir a integrar um conjunto brasileiro, da expressão do 'onze' do São Paulo, que tem como uma de suas maiores figuras o centroavante Leônidas da Silva, um dos maiores craques que tenho visto, está agora finalmente satisfeito. Defenderei o meu novo clube com todas as forças do meu coração. Por intermédio de seu jornal, saúdo o grande povo paulista e, em particular, aos afeiçoados do clube mais querido da cidade." Após desembarcar, Sastre foi  para o Hotel da Paz.
Sastre destacou-se nos treinos e, em seu primeiro jogo com a camisa tricolor, uma derrota por 3 a 1 em amistoso contra o Fluminense, em 21 de abril, teve uma boa atuação no primeiro tempo, dando o passe para Luizinho que deu origem ao pênalti convertido por Leônidas. No segundo tempo, entretanto, ele caiu de produção, e sua atuação na partida seria lembrada 36 anos depois como "medíocre". Em sua segunda partida, contra o Corinthians, nova derrota, desta vez pelo Campeonato Paulista, gerou muitas críticas contra ele e Waldemar de Brito, e ambos foram sacados do time, apesar de Sastre ter-se destacado novamente no treinamento antes da partida seguinte, contra o Juventus.
Àquela altura, até mesmo alguns torcedores são-paulinos começavam a questionar a contratação do argentino, mas sua atuação contra o Santos, em 16 de maio, começou a dirimir quaisquer dúvidas. "El Maestro, que muitos [torcedores] acreditavam tivesse sido uma aquisição desastrosa, mostrou ser elemento imprescindível na equipe", escreveu a Folha da Manhã na ocasião. "Foi o cérebro dos ataques são-paulinos, firmando-se definitivamente no conceito dos torcedores." Ele destacou-se novamente no jogo seguinte, outro amistoso contra o Fluminense (vitória por 3 a 0), gerando uma coluna da mesma Folha da Manhã exaltando-o: "Jogou um belo futebol, impressionando profundamente com seus lances calculados. Sua técnica não é daquelas que fazer [a torcida] delirar de entusiasmo e que geralmente terminam com lances estéreis. Finta muito pouco, mas faz coisa mais difícil: escapa à marcação do adversário e, mesmo quando fortemente acossado, tem sempre tempo para fazer um bom passe. Anteontem (…) Sastre mais uma vez demonstrou que é um jogador de dotes excepcionais, anulando completamente as dúvidas porventura ainda existentes sobre sua capacidade."
Menos de dois meses depois, em 14 de agosto, Sastre marcou seis dos nove gols são-paulinos contra a Portuguesa Santista, na goleada por 9 a 0 durante a campanha do título paulista daquele ano. Ele ainda é o são-paulino que mais marcou gols em um mesmo jogo.
O título viria em 3 de outubro, contra o Palmeiras, quando um empate bastava ao São Paulo, mas o jogo ganhou contornos dramáticos para os são-paulinos quando Sastre se machucou no início do primeiro tempo, após uma "tesoura voadora" do zagueiro palmeirense Junqueira. Naquele tempo não eram permitidas substituições, e Sastre teve de brigar com o médico do clube enquanto era atendido fora do campo, para que pudesse voltar, apesar da expressão de dor estampada em seu rosto. Ele mancou muito durante o restante do jogo, mas acabou como o melhor em campo e o principal responsável pelo empate por 0 a 0 que deu o título ao São Paulo. "Um verdadeiro leão", escreveria a revista Placar em 1984.
O São Paulo de Sastre também conquistaria os Campeonatos Paulistas de 1945 e 1946, este último de maneira invicta. "Sastre era um jogador incomum pelo seu talento criador, pelo ritmo de seus movimentos com a bola ou sem ela e, principalmente, pela força de sua grande inteligência, maior que a do seu chute, de pouca potência", lembraria o colega Teixeirinha mais de trinta anos depois. "Joguei com ele e posso dizer: era um jogador desconcertante. Nunca se sabia exatamente o que ele iria fazer com a bola. Tudo nele era criação, inspiração e beleza. Era um craque do tipo cerebral. Posso dizer, para explicar melhor o seu estilo, que tinha um pouco do Gérson, do Rivelino e do Clodoaldo, mas não se parecia em nada, separadamente, com o futebol de nenhum dos três."

Durante seu período no São Paulo, Sastre ganhou o apelido de Maestro, por ser considerado o cérebro do time. Sua última partida pelo São Paulo foi um amistoso contra o River Plate, no Pacaembu, em 15 de dezembro de 1946, quando a torcida lhe fez uma grande festa. Quando ele voltou a Buenos Aires, três dias depois, acreditava-se que ele tinha encerrado a carreira e iria cuidar de seu estabelecimento comercial na capital argentina. Sastre seria eleito em 1979 e em 1982 para a seleção de todos os tempos do São Paulo pela Placar.
Oswaldo Brandão: "Os argentinos querem copiar os brasileiros, mas se esquecem que um argentino veio ao Brasil há 20 anos para nos ensinar futebol. Se chamava Antonio Sastre." 
Teixeirinha: "Joguei com ele e posso dizer: era um jogador desconcertante. Nunca se sabia exatamente o que ele iria fazer com a bola. Tudo nele era criação, inspiração e beleza. Era um craque do tipo cerebral. Posso dizer, para explicar melhor o seu estilo, que tinha um pouco do Gérson, do Rivelino e do Clodoaldo, mas não se parecia em nada, separadamente, com o futebol de nenhum dos três."

### Gimnasia y Esgrima La Plata
Em 1947, após uma gloriosa estadia no São Paulo, Sastre regressou à terra natal. Considerava-se aposentado dos gramados, mas uma proposta do Gimnasia y Esgrima La Plata o convenceu a estender a carreira por mais uns meses. A equipe havia sido rebaixada à segunda divisão no ano anterior e requisitou os serviços do Cuila para o retorno à elite. Quando ele fez sua primeira partida pelo Lobo, em 7 de junho daquele ano, o certame já vinha se desenrolando havia dois meses.[carece de fontes?]
Marcou seu primeiro gol pelo GELP já em sua segunda partida pelo novo clube, contra o Almagro. Ao todo, jogou metade dos jogos restantes que os triperos tinham pela frente, totalizando quatorze partidas entre as 38 do time (Sastre estreou na décima rodada) no torneio, com outros três gols marcados. A última partida pelo Gimnasia foi contra o Los Andes, válida pela penúltima rodada.[carece de fontes?] Ali, com uma vitória simples, por 1 a 0, o Gimnasia garantiu o título (e o acesso) com antecedência, em jogo que foi também o último profissional de Sastre. Às lágrimas, ele despediu-se dos gramados liderando a volta olímpica portando a bandeira da equipe platense.

## Seleção

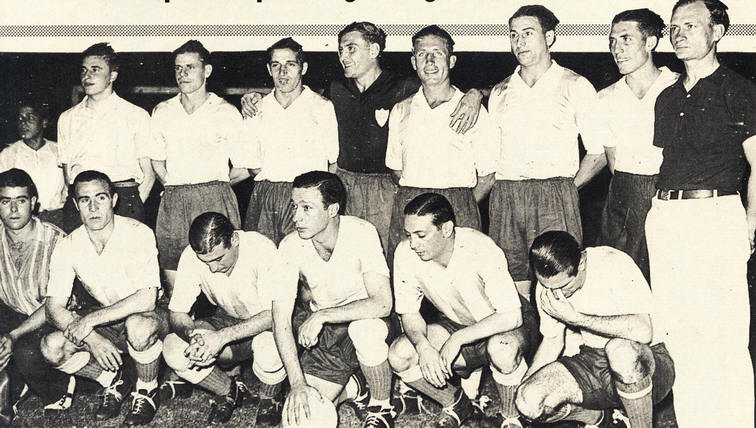
Seleção Argentina que venceu o Sul-Americano de 1937. Sastre é o segundo jogador em pé, da esquerda para a direita.

El Cuila fez sua primeira partida pela Argentina em 1933. Nela, repetiria a polifuncionalidade que exercia no Independiente: atuou nas duas alas e como volante. Em sua estreia, os argentinos venceram pela primeira vez o Uruguai dentro do Estádio Centenário, em um amistoso realizado em 14 de dezembro. Poderia ter ido à Copa do Mundo de 1934, mas a seleção só enviou à Itália jogadores da liga amadora, ao passo que os principais clubes — incluindo aí o Independiente — pertenciam à profissional, ainda de fora da jurisdição da FIFA.
Seu maior momento foi no Sul-Americano de 1937, brilhando como lateral-direito e na marcação. A final, contra o Brasil, ficou marcada como o "jogo da vergonha" por conta da atmosfera de intimidação adversária — a Argentina era a sede —, com os brasileiros não conseguindo sequer abandonar o campo. Tim, um dos brasileiros derrotados, todavia, reconheceria depois de anos: "Para falar a verdade, perdemos porque eles jogaram melhor." Ao enumerar os melhores jogadores argentinos, o mesmo Tim afirmou: "Eles tinham o Sastre, o Antonio Sastre… Sastre… Antonio Sastre (…). Para quê citar outros? Sastre era fabuloso e os argentinos tinham um monte de Sastres no seu time". Sastre fora justamente quem anulara Tim, e também a Patesko, nas duas partidas: freava-lhes, tomava-lhes a bola, os driblava e saía jogando.
Uma das outras vitórias de Sastre sobre o Brasil foi na primeira em que o rival foi derrotado dentro de casa, em um acachapante 5 a 1 no Estádio São Januário, pela Copa Roca. Dois anos depois aquela decisão sul-americana, o jogo era tido como uma revanche dos brasileiros, que estavam enaltecidos com o terceiro lugar obtido na então recente Copa do Mundo de 1938. A Albiceleste deixara de ir a esse mundial por razões extracampo, novamente: sua federação sentira-se ofendida, pois esperava que o país fosse a sede do evento, imaginando que haveria um hipotético rodízio entre Europa e Américas que, se ocorrido, provavelmente faria o torneio acontecer na Argentina — mas a escolhida foi a França. Foi em outra vitória contra o Brasil, também pela Copa Roca, que Sastre fez seu primeiro gol pela seleção, em um 3 a 0 em São Paulo, no Estádio Palestra Itália.[carece de fontes?] Sastre sagrou-se campeão nas disputas da Copa Roca de 1939 e Copa Roca de 1940 e terminou entre os líderes de assistências em ambos torneios.
Além do Sul-Americano de 1937, Sastre disputou também os de 1935 e 1941 (quando acabou defendendo a seleção pela última vez), saindo vencedor também neste. Totalizou 35 partidas, sempre como titular, perdendo somente quatro (três para os uruguaios e uma para o Brasil) e vencendo 25 (incluindo sete sobre uruguaios e outras sete contra os brasileiros). Apenas em duas ocasiões foi substituído.
Seu irmão Oscar também jogou pela Argentina e foi igualmente bicampeão sul-americano (nas edições de 1945 e 1947), mas só viria a estrear depois da última partida de Antonio por ela. Com isso, ambos não chegaram a conviver juntos na seleção.

### Jogos
A tabela abaixo resume as aparições de Antonio Sastre pela seleção argentina.

## Morte
Sastre morreu em Buenos Aires, no dia 23 de novembro de 1987. Sobre seu féretro havia uma bandeira do São Paulo.

## Títulos
Independiente
- Campeonato Argentino: 1938 e 1939

São Paulo
- Campeonato Paulista: 1943, 1945 e 1946[26]

Gimnasia y Esgrima La Plata
- Campeonato Argentino - Segunda Divisão: 1947

Seleção Argentina
- Copa América: 1937 e 1941